# Pascual Rosas
Pascual Rosas (n. Rosario, 1815 - † Santa Fe, 30 de mayo de 1877) fue un político argentino, gobernador de Santa Fe entre 1860 y 1861. Es reconocido como autor del proyecto de creación e instalación formal de la Municipalidad de Rosario, el 12 de agosto de 1860.
Rosas fue elegido el 9 de diciembre de 1860 para completar el periodo constitucional que el general Rosendo Fraga había dejado acéfalo tras su renuncia. Asumió el cargo al día siguiente del acto eleccionario.
Su mandato comenzó con la creación del pueblo de Santa Rosa de Calchines como medida para afianzar la población, tanto de inmigrantes como de indígenas, en esa antigua reducción.
A finales de 1861 tuvo que luchar contra la invasión del territorio provincial por parte de Bartolomé Mitre que, tras la retirada de Urquiza en Pavón, avanzó por territorio santafecino hasta Rosario, donde apostó sus batallones.
Frente a esto, Rosas escribió numerosas cartas a Urquiza solicitando su ayuda y su presencia al frente del ejército federal: 

"No puedo persuadirme de que V.E. nos exponga de este modo a una ruina total. La gloria de V.E. misma exige su presencia en esta situación."

Con una respuesta de Urquiza que nunca llegó, Rosas decidió nombrar comandante al general Juan Pablo López, quien con sus sobrinos Telmo y Estanislao, comenzaron a reclutar las pocas tropas que lograron encontrar. Se sumó al desconcierto la renuncia del presidente Santiago Derqui, quien se exilió en Montevideo.
Mientras tanto Mitre hacía marchar sus ejércitos en todas las direcciones. Una de sus unidades, al mando del general uruguayo Venancio Flores, sorprendió a las fuerzas del general Benjamín Virasoro en la madrugada del 22 de noviembre de 1861, y le causó una tremenda derrota, que pasó a la historia como la «Matanza de Cañada de Gómez».
Luego de ese triunfo, las fuerzas porteñas del general Flores tomaron rumbo a Santa Fe, la cual ocuparon el 5 de diciembre. Pascual Rosas y el general López se vieron obligados a refugiarse en San Pedro y más tarde a Cayastá. Rosas, que había renunciado el 4 de diciembre, más tarde se retiró hasta el Chaco.
Poco después, regresó a Santa Fe y en 1868 fue nombrado por el flamante gobernador federal Mariano Cabal como jefe de policía de la capital santafesina.
Pascual Rosas falleció el 30 de mayo de 1877 y sus restos descansan en el cementerio El Salvador de su Rosario natal.